# Ciclismo ai Giochi della X Olimpiade - Corsa individuale
La corsa individuale di ciclismo su strada dei Giochi della X Olimpiade si svolse il 4 agosto 1932. La gara consisteva in una prova a cronometro sui 100 km tra Santa Monica e Los Angeles, negli Stati Uniti.

## Classifica
| Pos.    | Corridore           | Squadra       | Tempo    |
| ------- | ------------------- | ------------- | -------- |
| Oro     | Attilio Pavesi      | Italia        | 2h28'05" |
| Argento | Guglielmo Segato    | Italia        | 2h29'21" |
| Bronzo  | Bernhard Britz      | Svezia        | 2h29'45" |
| 4       | Giuseppe Olmo       | Italia        | 2h29'48" |
| 5       | Frode Sørensen      | Danimarca     | 2h30'11" |
| 6       | Frank Southall      | Gran Bretagna | 2h30'16" |
| 7       | Giovanni Cazzulani  | Italia        | 2h31'07" |
| 8       | Sven Höglund        | Svezia        | 2h31'29" |
| 9       | Leo Nielsen         | Danimarca     | 2h32'48" |
| 10      | Paul Chocque        | Francia       | 2h33'24" |
| 11      | Henry O'Brien       | Stati Uniti   | 2h33'36" |
| 12      | Henry Hansen        | Danimarca     | 2h35'50" |
| 13      | Amédée Fournier     | Francia       | 2h36'06" |
| 14      | Henri Mouillefarine | Francia       | 2h37'00" |
| 15      | Charles Holland     | Gran Bretagna | 2h37'17" |
| 16      | Stanley Butler      | Gran Bretagna | 2h37'19" |
| 17      | Frank Connell       | Stati Uniti   | 2h37'20" |
| 18      | Gunnar Andersen     | Danimarca     | 2h37'23" |
| 19      | Bill Harvell        | Gran Bretagna | 2h37'46" |
| 20      | Arne Berg           | Svezia        | 2h37'58" |
| 21      | Folke Nilsson       | Svezia        | 2h38'04" |
| 22      | Glen Robbins        | Canada        | 2h38'24" |
| 23      | Ron Foubister       | Nuova Zelanda | 2h38'42" |
| 24      | Georges Conan       | Francia       | 2h38'58" |
| 25      | James Jackson       | Canada        | 2h40'29" |
| 26      | Otto Luedeke        | Stati Uniti   | 2h40'59" |
| 27      | Frank Elliott       | Canada        | 2h42'43" |
| 28      | Werner Wittig       | Germania      | 2h43'36" |
| 29      | John Sinibaldi      | Stati Uniti   | 2h44'01" |
| 30      | Julius Maus         | Germania      | 2h45'15" |
| 31      | Sebestyén Schmidt   | Ungheria      | 2h48'37" |
| 32      | Hubert Ebner        | Germania      | 2h52'30" |
| 33      | Manuel Díaz         | Messico       | 3h01'08" |
| Rit.    | Henry Tröndle       | Germania      | -        |
| Rit.    | Ernie Gates         | Canada        | -        |
| Rit.    | Imre Győrffy        | Ungheria      | -        |